# 알자스-로렌 지역당
알자스-로렌 지역당 ( 독일어 : Elsaß-Lothringische Landespartei )는 1900년대 초 독일 알자스 로렌 지방의 가톨릭 정당이었다 . 당은 1903년 3월에 설립되었다. 알자스-로렌에서 최초의 가톨릭 정치 조직이었다. 변호사인 레온 본 더스 치어는 당의 회장이었고 하우스는 당의 비서였다.

당은 알자스 로렌에서 SPD의 발전에 대응하여 설립되었다. 그러나 지역 정당 ( 당사국 )의 형성에 따라, 다른 자유주의 세력이 재편성되어 당사국 와 맞서기 위해 자체 정당을 형성했다.
1. 1 2  Vogler, Bernard. L' Alsace. Dictionnaire du monde religieux dans la France contemporaine, 2. Paris: Beauchesne, 1987. p. 445
2. ↑  Grasser, Jean-Paul. Une Histoire de l'Alsace. [S.l.]: J.-P. Gisserot, 1998. p. 88
3. 1 2  Eccard, Frédéric. L'Alsace sous la domination allemande. 1919. pp. 197-198